# Timonius argenteus
Timonius argenteus är en måreväxtart som beskrevs av Theodoric Valeton. Timonius argenteus ingår i släktet Timonius och familjen måreväxter. Inga underarter finns listade i Catalogue of Life.